# Boštjan Gartner
Boštjan Gartner, slovenski kitarist in kantavtor, * 29. december 1966, Ljubljana.
Boštjan Gartner je kot kantavtor začel nastopati po manjših prizoriščih v 80. letih minulega stoletja. Leta 1987 je nastopil na prireditvi Glas mladih Slovenije v Črnomlju, leta 1989 pa je ob spremljavi gostujočih glasbenikov posnel prva studijska posnetka v produkciji Radia Slovenija v Studiju 14. Leta 1992 je v studiju Tin Music posnel zbir osmih pesmi zgolj ob spremljavi kitare, ki so jih pričele predvajati nekatere radijske postaje.
V letih 1995 in 1996 je posnel prvo ploščo, v studiju Kif Kif, na kateri so ga spremljali gostujoči glasbeniki: Blaž Grm (klavir, orgle), Maja Repše (violina), Barbara Cerkovnik (spremljevalni vokal), Jožef Sečnik (bas kitara) in Primož Simončič (alt saksofon). Plošča je večinoma avtorsko delo, zajema pa tudi uglasbitev pesmi Frana Milčinskega Ježka Akcija prižiganja luči. Plošča pod imenom Reka je izšla jeseni leta 1996.
Reka (1996):
1.  poiščiva si svojo pot
2. reka
3. če živela bi drug čas
4. preprosta pesem
5. akcija prižiganja luči
6. morda boš legla to pot sama
7. onstran luči
8. ljubljana v dežju
9. december
Plošča je bila predstavljena v radijskih oddajah (Pol ure za šanson, ...), v radijskih nastopih v živo (glasbena oddaja Janeta Webra, ...) ter s koncertnimi nastopi v živo (KUD France Prešeren v Ljubljani, Maribor, ...). Decembra 1998 je pred premorom zadnjič javno nastopil pred skupino Hiša v Domu svobode v Trbovljah.
V letu 2019 je Boštjan Gartner po daljšem snemalnem premoru v studiu Boruta Činča posnel drugo ploščo Čas brez iluzij, ki jo je brez naglice pripravljal 20 let. Pesmi in glasba sta avtorsko delo Boštjana Gartnerja, ki je poleg vokala zaigral tudi vse kitare, aranžmaje na klaviaturah (Hammond orgle, piano Wurlitzer) pa je prispeval Borut Činč, ki je ploščo tudi posnel in produciral. Plošča Čas brez iluzij je izšla julija 2020 pri založbi Akord Records pod okriljem zavoda Kulturni center Maribor.
Čas brez iluzij (2020):
1. Kam vodi ta cesta
2. Na poti v tuje kraje
3. Tih brezčasen dan
4. Dež
5. Tišina
6. Bila sta jutro
7. Če živela bi drug čas
8. Stare slike
9. Dan brez senc
10. Zimski veter
11. Čas brez iluzij
V letu 2022 je Boštjan Gartner v Super Sonik Rekord Studio Jurki posnel tretjo ploščo Mimohodi. Glasba in besedila (razen ljudskih besedil Le nocoj še luna mila in Svetlo sonce se je skrilo) sta avtorsko delo Boštjana Gartnerja, aranžmaje pa je prispeval Bojan Jurjevčič – Jurki, ki je poleg  Boštjana Gartnerja (vokal, akustična kitara) odigral  ostale inštrumente (električna kitara, slide kitara dobro, bendžo, bas kitara, orglice, klaviature, tolkala, drugo) in odpel spremljevalne vokale ter ploščo tudi posnel in produciral. Slike na ovitku so delo Jakoba Klemenčiča. Ploščo Mimohodi je februarja 2023 izdala Založba Obzorja Maribor/ glasbeno založništvo HELIDON.
Mimohodi (2023):
1. Sprehod
2. Le nocoj še luna mila
3. Skrivaj te zrem
4. Daljave
5. Svetlo sonce se je skrilo
6. Pada sneg
7. Čuden gost
8. Prijatelj stari
9. Popotnik
10. Če še enkrat bi lahko začel
Plošča je bila predstavljena v radijskih oddajah in s koncertnimi nastopi v živo.
V začetku leta 2024 je založba Akord Records pod okriljem zavoda Kulturni center Maribor izdala posnetke iz leta 1992 (studio Tin music), na katerih so avtorske pesmi Boštjana Gartnerja zgolj ob spremljavi kitare. Posnetke je v letu 2023 masteriziral Robert Kljajić, ki jih je leta 1992 tudi posnel in zmiksal. Izdaja je sovpadla s 40. letnico samospevskega delovanja Boštjana Gartnerja.
Onstran luči (posnetki 1992):
1. Reka
2. Morda boš legla to pot sama
3. Jutro
4. Ljubljana v dežju
5. Onstran luči
6. Ulica jutra
bonus:
7. Povest dveh mest